# 간 떨어지는 동거
《간 떨어지는 동거》는 2021년 5월 26일부터 2021년 7월 15일까지 방송된 tvN 수목 드라마다.

## 기획 의도
999살 구미호 신우여와 쿨내나는 요즘 여대생 이담이 구슬로 인해 얼떨결에 한집 살이를 하며 펼치는 비인간적 로맨틱 코미디

## 제작진

### 제작
- 박준서
- 한석원

### 제작사
- JTBC드라마하우스
- 콘텐츠지음

### 크리에이터
- 박준화 : ( SBS 예능프로그램 《금요컬쳐클럽》(공동연출), KBS2 시사/교양프로그램 《생방송 시사투나잇》(공동연출), SBS 예능프로그램 《접속! 무비월드》(공동연출), tvN 목금시트콤 《막돼먹은 영애씨 시즌1》(공동연출), tvN 금토시트콤 《막돼먹은 영애씨 시즌2》(공동연출), tvN 금토시트콤 《막돼먹은 영애씨 시즌3》(공동연출), tvN 금토시트콤 《막돼먹은 영애씨 시즌4》(공동연출), tvN 금토시트콤 《막돼먹은 영애씨 시즌5》(공동연출), tvN 금요시트콤 《막돼먹은 영애씨 시즌6》(공동연출), tvN 금요시트콤 《막돼먹은 영애씨 시즌7》(공동연출), tvN 금요시트콤 《막돼먹은 영애씨 시즌8》(연출), tvN 토요예능프로그램 《리얼키즈 스토리 레인보우》(프로듀서), tvN 금요시트콤 《막돼먹은 영애씨 시즌10》(연출), tvN 목요시트콤 《막돼먹은 영애씨 시즌11》(연출), tvN 목요미니시리즈 《식샤를 합시다》(연출), tvN 월화미니시리즈 《식샤를 합시다 2》(공동연출), tvN 월화미니시리즈 《싸우자 귀신아》(연출), tvN 월화미니시리즈 《이번 생은 처음이라》(연출), tvN 수목미니시리즈 《김비서가 왜 그럴까》(연출), tvN 주말 미니시리즈 《환혼》(공동연출), tvN 주말 미니시리즈 《환혼 빛과 그림자》(공동연출) 등 연출 )

### 연출
- 남성우 : MBC 수목 드라마 《역도요정 김복주》(공동연출), tvN 월화 드라마 《이번 생은 처음이라》(공동연출), tvN 월화 드라마 《백일의 낭군님》(공동연출), tvN 《킬잇》(연출), MBC 수목 드라마 《꼰대인턴》(연출) 연출

### 극본
- 백선우: KBS 2TV 일일 드라마 《웃는 얼굴로 돌아보라》(보조 작가), tvN 《막돼먹은 영애씨 시즌1》(공동 집필), tvN 《막돼먹은 영애씨 시즌2》(공동 집필), tvN 《막돼먹은 영애씨 시즌3》(공동 집필), tvN 《막돼먹은 영애씨 시즌4》(공동 집필), tvN 《막돼먹은 영애씨 시즌5》(공동 집필), tvN 《막돼먹은 영애씨 시즌6》(공동 집필), tvN 《막돼먹은 영애씨 시즌8》(공동 집필), MBC 일일 시트콤 《하이킥 짧은 다리의 역습》(공동 집필), MBC 일일 시트콤 《스탠바이》(공동 집필), tvN 《막돼먹은 영애씨 시즌12》(공동 집필), tvN 《막돼먹은 영애씨 시즌13》(공동 집필), tvN 월화 드라마 《혼술남녀》(공동 집필), tvN 수목 드라마 《김비서가 왜 그럴까》(공동 집필) 집필

- 최보림 : MBC 일일 시트콤 《코끼리》(공동 집필), tvN 《막돼먹은 영애씨 시즌4》(공동 집필), tvN 《막돼먹은 영애씨 시즌5》(공동 집필), tvN 《막돼먹은 영애씨 시즌6》(공동 집필), tvN 《막돼먹은 영애씨 시즌8》(공동 집필), tvN 막돼먹은 영애씨 시즌11》(공동 집필), tvN 《막돼먹은 영애씨 시즌12》(공동 집필), tvN 《막돼먹은 영애씨 시즌13》(공동집필), tvN 월화 드라마 《혼술남녀》(공동 집필), tvN 수목 드라마 《김비서가 왜 그럴까》(공동 집필), tvN 수목 드라마 《진심이 닿다》(공동 집필) 집필

## 등장 인물

### 주요 인물
- 장기용 : 신우여 (999세) 역 - 고려 현종 13년 생, 구미호. 이담과 사귀는 사이이다.
- 이혜리 : 이담 (22세) 역 - 대학생, 삼시다섯끼. 구미호인 신우여의 여우 구슬을 삼켜 어쩔 수 없이 신우여와 동거를 하게 된다. 닭을 먹으면 안되고, 닭띠인 남자와 접촉하면 안된다. 신우여와 사귀는 사이다.
- 강한나 : 양혜선 (주민등록상 22세) 역 - 사실은 747세, 전직 구미호. 신우여의 구미호 친구. 여우 구슬을 모아 인간이 되었다. 도재진과 사귀는 사이이다.
- 김도완 : 도재진 (23세) 역 - 이담의 친구, 연애 호구. 서과대학교 3학년. 양혜선과 사귀는 사이이다.
- 배인혁 : 계선우 (23세) 역 - 닭띠, 서과대 연예인. 서우의 오빠. 신우여와 라이벌, 이담을 좋아한다.

### 담의 주변인물
- 최우성 : 이단 (18세) 역 - 이담의 남동생, 양궁 청소년 국가대표.

### 선우의 주변인물
- 김도연 : 계서우 (18세) 역 - 계선우의 여동생.

### 서과대
- 박경혜 : 최수경 (22세) 역 - 이담과 도재진의 베프, 불변의 과탑. 서과대 3학년.
- 김강민 : 정석 (23세) 역 - 과대표, 석선배.
- 박원호 : 김무근 역 - 계선우의 친구, 꾸러기. 얼굴 천재. 지변.
- 이풍운 : 빈대훈 역 - 계선우의 친구, 허세는 그만 허세. 내기 매니아.
- 방은정 : 전다영 역 - 이담의 동기, 무늬만 동기.역사학과 미실.
- 강나루 : 서진 역 - 이담의 동기2, 무늬만 동기2.

### 그 외 인물
- 미상 : 불량 학생 무리 역
- 이세희 : 기생 역

### 특별출연
- 한지은 : 출판사 팀장 역(1회)
- 김응수 : 신우여의 둔갑한 모습(1회)
- 오현경 : 이담, 이단의 엄마(패션디자이너)(5회)
- 정소민 : 신우여와 얽힌 과거 여인(6회)
- 장성규 : 이담의 소개팅 남(6회)
- 고경표 : 산신 역(7회)
- 강미나 : 최진아 역 - 재진의 전 여자친구(8회 ,11회)
- 손성윤 : 서영주 교수(9회)
- 심형탁 : 계선우의 외삼촌 (11회)
- 이준혁 : 박보검 교수 (14회)
- 오정세 : 재진의 형(15회)

## 시청률
아래의 파란색 숫자는 '최저 시청률'이고, 빨간색 숫자는 '최고 시청률'입니다. 시청률조사회사와 지역별로 시청률에 차이가 있을 수 있습니다.
| 2021년 | 2021년   | 2021년         | 2021년       |
| 회차   | 방송일   | AGB 시청률     | AGB 시청률   |
| 회차   | 방송일   | 대한민국(전국) | 서울(수도권) |
| ------ | -------- | -------------- | ------------ |
| 제1회  | 5월 26일 | 5.282%         | 5.888%       |
| 제2회  | 5월 27일 | 4.279%         | 4.838%       |
| 제3회  | 6월 2일  | 4.123%         | 4.769%       |
| 제4회  | 6월 3일  | 4.354%         | 4.670%       |
| 제5회  | 6월 9일  | 4.304%         | 4.882%       |
| 제6회  | 6월 10일 | 3.688%         | 4.000%       |
| 제7회  | 6월 16일 | 3.159%         | 3.564%       |
| 제8회  | 6월 17일 | 4.238%         | 5.200%       |
| 제9회  | 6월 23일 | 3.374%         | 3.460%       |
| 제10회 | 6월 24일 | 3.772%         | 4.101%       |
| 제11회 | 6월 30일 | 3.691%         | 4.092%       |
| 제12회 | 7월 1일  | 3.476%         | 4.193%       |
| 제13회 | 7월 7일  | 3.234%         | 3.932%       |
| 제14회 | 7월 8일  | 3.549%         | 4.418%       |
| 제15회 | 7월 14일 | 3.625%         | 4.321%       |
| 제16회 | 7월 15일 | 3.982%         | 4.571%       |

## 참고 사항
- 남성우 감독과 장기용은 2018년에 방송된 OCN 주말드라마 《킬잇》에 이어서 다시 의기투합하게 되었다.
- 박준화 감독이 크리에이터로 참여하며 백선우 작가와 최보림 작가는 11번째로 다시 의기투합하게 되었다.
- 장기용과 혜리는 2015년에 방송된 JTBC 수요드라마 《선암여고 탐정단》 이후로 6년만에 재회하는 작품이다.
- 남성우 PD와 김응수는 MBC 수목 미니시리즈 《꼰대인턴》에 출연한 인연으로 카메오로 출연하는 작품이 되었다.
- 김응수와 이혜리는 tvN 수목미니시리즈 《청일전자 미쓰리》 이후 3년만에 재회하게 된 작품이다.